# Aquilegia barnebyi
Aquilegia barnebyi là một loài thực vật có hoa trong họ Mao lương. Loài này được Munz mô tả khoa học đầu tiên năm 1949.